# Nephrotoma dominicana
Nephrotoma dominicana är en tvåvingeart som beskrevs av Alexander 1970. Nephrotoma dominicana ingår i släktet Nephrotoma och familjen storharkrankar.
Artens utbredningsområde är Dominica. Inga underarter finns listade i Catalogue of Life.